# Protitame albescens
Protitame albescens là một loài bướm đêm trong họ Geometridae.